# Peter Pagin
Peter Pagin, född 23 januari 1953 i Stockholm, är en svensk filosof.
Pagin är utbildad vid Stockholms universitet, där han avlade kandidatexamen i teoretisk filosofi och matematik 1981 och blev filosofie doktor i teoretisk filosofi 1987. Han blev docent vid samma lärosäte 1992 och utnämndes till professor 2002. Han har även verkat som gästforskare vid Barcelonas universitet (2008) och vid Australian National University (2009) samt som gästprofessor vid École des hautes études en sciences sociales i Frankrike (2010).
Pagin intresserar sig främst för språkfilosofi, i synnerhet semantiska teorier och begrepp. Sedan 2013 är han ledamot av Kungliga Vetenskapsakademien och sedan 2012 av Academia Europaea.